# Trdnjava Fenestrelle
Trdnjava Fenestrelle s pogledom na Fenestrelle (Piemont, severna Italija) je največja alpska utrdba v Evropi, ki ima površino 1.300.000 m². Trdnjava, ki so jo zgradili Savojci med letoma 1728 in 1850 po zasnovi arhitekta Ignazio Bertola, varuje dostop do Torina v dolini Chisone in stoji na nadmorski višini med 1.100 in 1.800 m. Ozemlje je bilo pridobljeno leta 1709, ki ga vojvodstvo Savoja (kasneje Kraljevina Sardinija) dobilo po porazu Francozov pri Fort Mutin (Fenestrelle). 

## Zgodovina
Zgodovina modernih utrdb na območju Fenestrelle se je začela leta 1690, ko je kralj Ludvik XIV. Francoski imenoval Nicolasa Catinata za poveljnika francoske vojske proti  vojski Savojske vojvodine med devetletno vojno.  General Catinat, bolj znan v Piemontu po zmagi v bitki pri Staffardi, uničenju gradu Avigliana in požaru na gradu Rivoli, je razumel nevarnost, ki jo predstavlja dolina Chisone (Val Chisone) za francosko vojsko in se odločil za izgradnjo 3 majhnih utrdb na območju Fenestrelle. Leta 1694 je Nicolas Catinat dobil dovoljenje Ludvika XIV. za izgradnjo utrdbe Fort Mutin. Med vojno za špansko nasledstvo, je to mogočno utrdbo oblegal avgusta 1708 Viktor Amadej II. z vojsko in jo osvojil v 15 dneh.
Ob koncu vojne za špansko nasledstvo je Francija uradno odstopila Fenestrelle in zgornjo Val Chisone vojvodstvu Savoja, kot je zahtevala pogodba iz Utrechta iz leta 1713.  Pogodba je dal kraljestvo Sicilije vojvodini Savoja. Zaradi političnih razlogov je bila Kraljevina Sicilija nato zamenjana s Kraljevino Sardinijo leta 1720. 
Fort Mutin je bila obnovljena, vendar Viktor Amadej II. ugotovil, da je premalo za zaščito Val Chisone. Tako je naročil vojaškemu arhitektu Ignaziu Bertoli zasnovati in zgraditi kompleks utrdb v Fenestrelle. Bile so povezane z 3 km dolgim zidom, z notranjim stopniščem s 3.996 stopnicami, edinstvenimi v Evropi in zunanjim stopniščem z 2.500 stopnicami. Gradnja se je začela poleti leta 1728 in končala leta 1793; potem pa se je spet začela leta 1836 in dokončno končala leta 1850. Poleg Ignazio Bertola so na Fenestrelle delali tudi drugi inženirji in vojaški arhitekti, med njimi: Vittorio Amedeo Varino de La Marche, Lorenzo Bernardino Pinto (ki je bil eden od Bertolejevih vajencev in delal tudi na Fort Exilles), Nicolis di Robilant Carlo Andrea Rana.
V času Napoleonove dobe, ko je bila Fenestrelle spet pod francoskim vplivom, so jo uporabljali kot zapor francoskega cesarstva: pomembna zapornika sta bila Joseph de Maistre (1. april 1753 – 26. februar 1821, filozof, pisatelj, pravnik in diplomat) in Bartolomeo Pacca (27. december 1756 – 19. februar 1844, italijanski kardinal). V zaporu je bil tudi Pierre Picaud, katerega zgodba je bila navdih za Edmonda Dantesa, glavnega lika v Dumasovem romanu Grof  Monte Cristo. Kraljevina Sardinija je v trdnjavi zapirala politične zapornike, zagovornike Mazzinija in skupne kriminalcev, vključno škofa Luigija Fransonija.
Leta 1861, po združitvi Italije, je bilo nekaj podpornikov Kraljevine Dveh Sicilij (večinoma vojakov, vendar število ni znano), zaprtih v trdnjavi, ki je za nekatere revizionistične akademike postala koncentracijsko taborišče. Več Garibaldijevih in podpornikov papeške države je bilo tudi zaprtih tukaj.
Potem ko se je Kraljevina Italija pridružila Trojni zvezi leta 1882, je bila utrdba nadgrajena. Po letu 1887 je postala sedež Fenestrellskega bataljona tretjega Alpinskega polka.
Po drugi svetovni vojni je bila utrdba zapuščena in prepuščena propadanju, večina razpoložljivega materiala je bila izropana. Leta 1990 se je začela akcija obnove, ki jo vodi skupina prostovoljcev, ki se imenuje Progetto San Carlo (ONLUS).

## Trdnjava

### Forte delle Valli
1728 se je začela gradnja trdnjave zaradi dostopnosti in strateške lokacije na vrhu Mount Pinaia (1780 m) s Forte delle Valli in tremi pridruženimi pregradami dell'Elmo, Sant'Antonio in Belvedere. Utrdbe so omogočale navzkrižni ogenj in sovražniku preprečevale prodor. Dolina je že bila zaščitena Fort Mutin iz časa španske nasledstvene vojne. 
Omenjene tri pregrade so bile obdane z globokimi jarki, da bi, tudi če bi ena padla, še naprej lahko zadrževale obleganje. Zaradi jarkov so bile povezane z mostovi: réduita Belvedere je bila povezana z dvema stranskima dvižnima mostovoma z naslednjo réduito Sant'Antonio. ki je bila prav tako povezana z réduito dell'Elmo. Forte delle Valli je bila zaščitena tudi z debelim obzidjem, masivnimi tramovi in bastijoni, ki so v tistem času veljali za nepremagljive.
Vse je priključeno na cesto do Pra Catinat od réduite dell'Elmo, kjer je danes Ponte Rosso, štiri ločni most. Sredi njega so ogromna železa vrata med dvema visokima stebroma s kamnitimi topovskimi kroglami na vrhu. Poleg tega je Belvedere povezana s Strada dei Cannoni in spodaj ležečo utrdbo tudi z mestom Fenestrelle. Belvedere, ki je prva dosegljiva med vzponom od Forte Tre Denti, je najbolj obsežna in najbolje ohranjena v Forte delle Valli in ima tudi kapelo za čaščenje. Z drugimi deli trdnjave je povezana ne samo preko Scala Coperta, ampak tudi s strani Scala Reale.
Glede na njihovo lokacijo v gorski trdnjavi je morala biti zdaj neposvečena ladja kapele, impresivna zgradba. Baročna fasada je okrašena s pilastri in okrasnimi predmeti iz rumenega granita, streha je nosila majhen zvonik. Le nekaj dekorativnih elementov se je ohranilo pred zimskim mrazom in plenjenjem v povojnem obdobju.
Kot zveza utrdbe s Strada dei Cannoni so služile petnadstropne stopnice Scala delle Tre Traverse (tako imenovane, ker so bil zavarovane s tremi visokimi zidovi pred bombardiranjem), in so se začele pri réduiti Sant'Antonio pred povezovalnim mostom. Slednja kot najmanjša stavba, je bila delno vkopana v živo skalo, je imela smodniški stolp in tri garnizijske sobe. Na ravni strehi sta bila dva malokalibrska minometa. Réduita dell'Elmo je bila zadnja in je dobila ime zato, ker je kot čelada ščitila celoten sistem. Na zahodni strani je prevladovalo sedem kazemat, ki so od srede 19. stoletja služile kot zaščita za nove topove, od tega šest na Straße Colle delle finestre, najvišje (1783 m), ki so se uporabljale proti planoti Pra Catinat. Na sever in vzhod je bilo obrnjenih do 10 lahkih topov proti Pra Catinatu in dolini Val Chisone. 

### Baterije in reduite med Forte delle Valli in Forte Tre Denti
Obstajata dve bateriji in dve reduiti (Santa Barbara in delle Porte), ki so bile prestrukturirane ter posodobljene po vstopu Italije leta 1882 v Trojno zvezo.
Baterija dello Scoglio je bila oborožena z majhnimi topovi na treh položajih in imela skladišče ter postajo za optično telegrafijo. 
Na pobočju gore na višini 1550 metrov je réduita Santa Barbara delno zakopana v goro kot kvadratna prisekana piramida s šest metrov debelimi zidovi. Prvotno je bila priključena z dvižnim mostom, zaradi česar jo je bilo mogoče doseči iz Strada dei Cannoni. 
Na 1680 m nadmorske višine je réduita delle Porte, ki je podobna réduiti Santa Barbara, vendar nekoliko večja s smodniškim stolpom. Nedaleč stran na 1708 m, je bila baterija dell'Ospedale, ki naj bi preko Strada dei Cannoni in zunanje vojaške bolnišnice imela povezavo nazaj proti francoski meji.

### Forte Tre Denti
Ime te utrdbe prihaja od treh vrhov, imenovanih Denti (zobje). Ta najstarejša utrdba na 1400 m je bila delo francoskega generala Catinata iz leta 1692. Po pogodbi iz Utrechta leta 1731 so jo obnovili in razširili Savojci, delo arhitekta Antonia Bertola. Doseči jo je mogoče le preko ozkega kamnitega stopnišča, imenovanega Garitta del Diavolo, na pečevje s previsom približno 20 metrov. Forte Tre Denti je bila opremljena s šestimi topovi dolgega dosega, kuhinjo, skladiščnimi prostori, cisterno in smodniškim stolpom. Ima 424 metrov dolg vodovod od izvira pod Forte San Carlo.

### Artilerijski položaji
Fortifikacija ima 28 artilerijskih položajev, vidnih od daleč in izgledajo impresivno. Nad veličastjem je bila pisatelj De Amicis tako navdušen, da jih je opisal v svoji knjigi Alle Porte d'Italia. Med seboj so povezani z zaščitenimi stopnišči, oštevilčenimi od dna do vrha gore, od Forte San Carlo do Forte Tre Denti s tremi trdnjavami: San Carlo, Beato Amedeo in Sant'Ignazio. Prvih 16 je zaščitenih s širokim in globokim jarkom, ki se nadaljujejo vse do reduite Carlo Alberto. V notranjosti so bili nameščeni: topovi, minometi in sčasoma mitraljezi. 22 od 28 položajev je bilo odprtih na vrhu, obdani s štirimi zidovi, drugih 6 je bilo na voljo v 19. stoletju s kazemato, topniškim položajem - zadaj odprtim zaradi prezračevanja.

### Fort San Carlo
Zgrajena med 1731 do 1789 je bila najbolj pomembna, je najbolj ohranjena in najbolj reprezentativna. Tu so bila Porta Reale za visoke uradnike, veleposlanike in plemiče. V notranjosti je guvernerjeva palača, zgradba za oficirje, prostori za garnizijo, cerkev, velik smodniški stolp, skladišče, laboratoriji in lekarna. Poleg tega se tu začne Scala Coperta. Zgrajena z začetkom v 1740, iz kamna in opeke, je guvernerjeva palača imela 44 sob in se je razteza v štirih etažah, od katerih je ena imela 2 m debele stene, in se je nahajala pod nivojem tal. Fasada je v dobrem stanju in okrašena z vencem in klesano simo. Tu je bila kuhinja za guvernerja in višje častnike. Od leta 1780 do 1789 je bila iz Piazza d'Armi do portala v baročnem slogu Padiglione degli Ufficiali zgrajena kot nastanitev za častnike in kot center za pridržanje visokih oseb in oficirjev, ki so storili kazniva dejanja. V podzemlju je bila kuhinja, shramba in cisterna ter peči.
Cerkev utrdbe San Carlo je največja cerkvena zgradba v gorskih trdnjavah v Evropi. Graditelj in arhitekt nista znana. Kasneje je služil kot skladišče. Danes je cerkev obnovljena (predvsem streha in tla) in služi kot prizorišče razstav, koncertov in gledaliških predstav.
Pomemben del sistema so prostori za vojake, od katerih jih je bilo največ v San Carlo. Bile so tri trinadstropne zgradbe, vzporedno med seboj na pobočju, ki se raztezajo na višje ležečih utrdbah. Prvotno načrtovana kot vojašnica z velikimi prostori, so bila kasneje uporabljena kot vojaški prostorih za pridržanje in zapor. Streha je bila prekrita z dvema plastema skrilavca, notranjost pa je sodčkasto obokana. V zgornjih nadstropjih je bil macesen, ki pa je bil odpeljan v letih zanemarjanja. Najpomembnejši smodniški stolp trdnjave se imenuje po Ignaziu Bertolu Polveriera Sant'Ignazio, ima kvadratni tloris, s trojnim obodom izjemno debelinega zidu.

### Stopnišči
Scala Coperta ima svoj začetek na Piazza d'Armi v Forte San Carlo, od koder potekajo arkade do predora. Ta je edinstven svoje vrste v Evropi s 3996 stopnjami.  Na dolžini približno 2 km, z višinsko razliko 530 metrov, povezuje celotno trdnjavo Forte San Carlo do Forte delle Valli, da bi zagotovil tudi brezkompromisen dostop do vseh delov obrata v ostri alpski zimi. Prvotno namenjen kot mulatjera, je bil za ljudi neprijeten, zato so uredili spacca gambe (nekakšne stopnje). Čez leta so uredili stopnišče. 
Drugo pomembno stopnišče spremlja Scala Coperta so vrha Forte Tre Denti. Čeprav je primerno za vzpon z mulami, zunaj sestoji iz 2500 stopenj. Služilo je za komunikacijo med baterijami in utrdbami med Forte Tre Denti in Forte delle Valli ter v času obiska kralja - od tod tudi ime Scala Reale. 

## Druge zgradbe

### Fort Mutin
Fort Mutin je bila zgrajena na pobudo Ludvika XIV. leta 1694, zgrajena v dolini za obrambo proti Savojskim vojakom iz smeri Pinerolo. Pet-stranski sistem s tlorisno površino približno 96 000 m2 je načrtoval Guy de Creuzet Richerand. takrat odgovoren za kraljeve trdnjave. Kot je pokazalo obleganje čet vojvodstva Savoja leta 1708, lokacija utrdbe ni bila najbolj ugodna: leži v koritu, ki je izpostavljeno sovražnim napadom, kot je odločno kritiziral znani arhitekt in generalni komisar francoskih utrdb Sébastien Le Prestre de Vauban med svojim obiskom leta 1700. On bi jo, , zaradi političnih razmer in stroškov, najraje porušil. Namesto tega so na obeh straneh doline zgradili osem utrdb za zaščito trdnjave. Vendar pa ta prizadevanja niso zadostovala, kot se je izkazalo 31. avgusta 1708 po 15 dnevnem obleganju Piemontskih vojakov po bombardiranju smodniškega stolpa.
Na pobudo Viktorja Amadeja II. je bila utrdba restavrirana s topovi zdaj usmerjenimi proti Franciji. V uporabi je ostala do leta 1836, ko je bila delno porušena zaradi vzpostavitve nove utrdbe Carlo Alberto.
Iz te gradnje poznega 17. stoletja je ostalo le nekaj jasno vidnih razvalin.

### Utrdba Carlo Alberto
Leta 1836 se je vojaški svet odločil da Fort Mutin nadomestijo z novo strukturo, ki bo varovala najnižjo točko doline. Nova utrdba se je imenovala po kralju Karlu Albertu, ki jo je financiral. Utrdba je imela prvotno dve čokati sosednji zgradbi na levem bregu Chisone ob današnji regionalni cesti št. 23 v Sestriere. Preostala zgradba je kvadratna prisekana piramida s petimi nadstropji, dve pod nivojem ceste. Drugo štirinadstropno zgradbo so julija 1944 uničili partizani divizije A. Serafino, da so ovirali napredovanje nemških enot v zgornjo dolino. Lega utrdbe na cesti je omogočala kontrolo prometne poti z dvema dvižnima mostovoma in dvi vrati. Réduita Carlo Alberto je bila priključena na trdnjavo z jarkom, ki je dosegel zahodno območje Forte San Carlo. Ostanki réduite Carlo Alberto so po drugi svetovni vojni prešli v zasebno last.

### Golobnjak
Pred ureditvijo optičnih prenosov signalov so uporabljali golobe pismonoše. Zato je bil potreben golobnjak za gojenje golobov. V ta namen je bil prilagojen grad Arnaud iz 13. stoletja, kvadratna zgradba, ki je bila do priključitve Fenestrelle Franciji leta 1349, eden izmed sedežev vogta, nato pa postopoma sedež kraljevega predstavnika na območju zgornje Val Chisone. Po drugi svetovni vojni se je golobnjak izročil zasebnikom, zato je v bistvu nedotaknjen. 